# 深堀清隆
深堀 清隆（ふかほり きよたか、1968年 - ）は、日本の土木工学者・建設工学者。埼玉大学大学院理工学研究科准教授。都市景観計画及び設計に関する支援技術の開発、都市空間における景観認知の解明、構造物の視覚的影響評価手法の開発を研究。

## 略歴
- 1992年　埼玉大学工学部建設工学科卒業
- 1994年　埼玉大学大学院理工学研究科博士前期課程修了
- 1997年　埼玉大学大学院理工学研究科博士後期課程修了。博士（学術）（埼玉大学1997年）。
- 1997年　埼玉大学工学部助手
- 2002年　埼玉大学大学院理工学研究科助教授

## 著書
- 『道路が一番わかる』, 窪田陽一（監修）, 久保田尚・奥井義昭・水野政純・横澤圭一郎・深堀清隆・坂本邦宏（共著）, 技術評論社 , 2009年

## 論文

### 単著
- 「水田の中の原点―埼玉県煉瓦樋管群と五ヶ門樋」,『土木学会誌』,87(2),78-79,2002
- 「場の定位を尺度としたランドマーク構図の視覚的影響分析」,『土木計画学研究・論文集』,18,2,349-358,2001
- "Consistency Evaluation of Landscape Design by a Decision Support System" , Computer-Aided Civil and Infrastructure Engineering,15,342-354,2000
- 「法面保護工選定知識ベースを有する景観設計技法検索システム」,『土木情報システム論文集』,土木学会土木情報システム委員会編,6,25-32,1997
- 「動的画像シミュレーションシステムを用いた道路景観の評価手法」,『土木学会第47回年次学術講演概要集』,6-7,1992

### 共著
- 薄井・深堀,「近世さいたま市西部の景観資料『日向十景の碑』について　－変貌する風景に見る地域のアイデンティティと石碑の意義についての考察」,『埼玉大学紀要』（教育学部）,62(2),147-168,2013
- 小島・早川・深堀,「景観評価における没入型VR装置CAVEの導入可能性と有効性の検証」,『景観・デザイン研究論文集』,9,25-36,2010
- 高橋・深堀・窪田,「橋梁の夜景照明の視覚的効果に関する研究」,『景観・デザイン研究論文集』,7,97-108,2009
- 片山・深堀,「近代産業施設としての秩父鉱山の特徴分析と映像アーカイブス化」,『土木史研究 講演集』,29,185-195,2009
- 小木・深堀・窪田,「植栽形態と仮想的テリトリーを考慮した街路の空間密度評価」,『景観・デザイン研究論文集』,5,97-108,2008
- 今井・深堀・窪田,「街路空間構成からみたランドマークポテンシャルの評価」,『景観・デザイン研究論文集』,4,67-74,2008
- 小山・窪田・深堀,「電線・電柱による錯綜感に関する研究」,『景観・デザイン研究論文集』,3,95-102,2007
- 長岡・窪田・深堀,「情報認知量に着目した屋外広告物の視覚特性分析」,『景観・デザイン研究論文集』,2,65-72,2007
- 山口・窪田・深堀,「歩道におけるセンサー照明の活用形態と光環境」,『景観・デザイン研究論文集』,2,23-33,2007
- 宍戸・深堀・窪田,「埼玉県に現存する煉瓦水門の景観特性と保全のあり方に関する研究」,『土木史研究 論文集』,26,59-71,2007
- 長岡・窪田・深堀,「屋外広告物が道路景観に与える視覚的影響の分析」,『埼玉大学紀要』（工学部） 第1編 第1部 論文集,39,86-92,2006
- 宍戸・深堀・窪田,「埼玉県に現存する煉瓦水門の景観特性と歴史的印象」,『土木史研究 講演集』,26,267-274,2006
- 深堀・山本・窪田,「近代土木遺産の歴史的印象に関する研究」,『埼玉大学紀要』（工学部） 第1編 第1部 論文集,38,98-103,2005
- 藤野・窪田・深堀,「震災復興橋梁における意匠の地理的分布に関する研究」,『土木史研究 講演集』,25,25-35,2005
- 高山・窪田・深堀 , "Visual effect of landform change in the Tama River" , 『土木計画学研究・論文集』,19,359-364,2002
- 渡辺・窪田・深堀 , "Evaluation technique on suitability of riverside environment for shipping" , 『土木計画学研究・論文集』,18,371-379,2001
- 深堀・窪田・白濱・ユエ , "Visual Impact Assessment of Landmark by rating Orientation" , 『土木計画学研究・論文集』,18,349-358,2001
- エルハディ・窪田・深堀 , "Visual Geometrical Analysis of Outdoor Space Structure around Railway Station Buildings" , 『土木計画学研究・論文集』,17,481-490,2000
- 藤澤・窪田・深堀・川辺・大友・惣慶,「歴史的土木資産の保全手法　－震災復興橋梁における標準的仕様の実態」,『埼玉大学地域共同研究センター紀要』,1,33-38,2000
- 深堀・窪田,「景観設計支援システム利用におけるデザイン技法間の内的整合性評価」,『土木情報システム論文集』,土木学会土木情報システム委員会編,8,143-150,1999
- 深堀・窪田・大友,「アイカメラを用いた街路環境整備の事後評価」,『交通工学研究発表会論文報告集』,交通工学研究会編,16,141-144,1996
- 深堀・久保田・窪田,「景観シミュレーションによる市街地平面駐車場の景観評価に関する研究」,『都市計画論文集』（都市計画・別冊）,日本都市計画学会,30,283-288,1995

## 受賞
- 2010年　彩の国景観賞（心にうるおい部門）

## 専門分野
- 都市基盤工学
- 景観工学